# 28. децембар
28. децембар (28. 12) 362. је дан године по грегоријанском календару (363. у преступној години). До краја године има још 3 дана.

## Догађаји
- 457 — Мајоријан је крунисан за цара Западног римског царства и признат од папе Лава I.
- 484 — Аларих II је наследио свог оца Еуриха као краљ Визигота.
- 1065 — Освећена је Вестминстерска палата, која је грађена у периоду од 1045. до 1050. по налогу краља Едварда Исповедника.
- 1768 — Таксин Велики је крунисан за краља новоуспостављеног краљевства Тхонбури.
- 1836 — Шпанија признала независност Мексика, који су шпански конкистадори освојили 1526, разоривши државу Астека.
- 1846 — Ајова је постала 29. савезна држава САД.
- 1869 — Вилијем Семпл из Охаја патентирао жвакаћу гуму.
- 1879 — У удесу путничког воза на линији Единбург-Данди у Шкотској, који се сурвао у реку када је попустио мост преко којег је прелазио, погинуло 90 људи.
- 1895 — У париском ресторану „Гран кафе“ браћа Луј и Огист Лимијер организовала прву филмску пројекцију. Приказани кратки филмови о изласку радника из фабрике, железничкој станици с путницима и возом који јури. Дан рођења кинематографије.
- 1908 — У земљотресу који је разорио Месину, други по величини град на италијанском острву Сицилији, погинуло више од 75.000 људи.
- 1920 — У крви је угушена Хусинска буна, штрајк рудара рудника Крека.
- 1942 — Јапански авиони у Другом светском рату бомбардовали индијски град Калкуту.
- 1943 — Након жестоких осмодневних урбаних борби, канадска 1. пешадијска дивизија је заузела италијански град Ортону.
- 1948 — Током вишемесечних социјалних немира и насиља у Египту убијен премијер Нокраши-паша.
- 1950 — У Корејском рату, кинеске трупе прешле 38. паралелу.
- 1959 — У Винчи код Београда пуштен у рад први нуклеарни реактор у Југославији.
- 1962 — У Мозамбику, португалској колонији у Африци, основан Фронт за ослобођење Мозамбика, под чијим је вођством земља после дуготрајне борбе стекла независност 1975. По стицању независности избио грађански рат Фрелима и ривалског покрета Ренамо, који је трајао готово две деценије.
- 1966 — Кина извршила пету нуклеарну пробу.
- 1968 — У нападу на аеродром у Бејруту израелски командоси уништили 13 арапских авиона.
- 1973 — Амерички председник Ричард Никсон је потписао Закон о угроженим врстама.
- 1974 — У земљотресу који је разорио села у пакистанској планиској области Каракорум погинуло око 5.200 људи.
- 1989 — Бивши први секретар Комунистичке партије Александер Дупчек изабран за председника парламента Чехословачке, вративши се после две деценије на политичку сцену.
- 1989 — Литванија постала прва држава Совјетског Савеза у којој је уведен вишепартијски политички систем.
- 1992 — Инфлација у Југославији постигла светски рекорд, 19.810,2 одсто за ту годину.
- 1995 — На Аеродром „Београд“ слетела три транспортера НАТО с трупама из састава мировних снага Уједињених нација за Босну и Херцеговину.
- 2000 — Влада Црне Горе усвојила Платформу за редефинисање односа Србије и Црне Горе на основу које би те две федералне јединице Југославије требало да постану суверене и независне државе.
- 2001 — Европска унија објавила списак организација које се сматрају терористичким, посебно наводећи радикалне баскијске сепаратисте, и групе у Северној Ирској и Средњем истоку.
- 2003 — У Србији одржани ванредни парламентарни избори. Тадашња владајућа Демократска странка освојила свега 37 (од 250) посланичких места, а највише посланичких места освојиле опозиционе Српска радикална странка (82) и Демократска странка Србије (53).
- 2011 — Делујући на основу информације да курдски борци прелазе границу у покрајини Сирнак, два турска авиона F-16 су грешком отворили ватру на групу сељака, убивши 34 особе.

## Рођења
- 1856 — Вудро Вилсон, амерички политичар и правник, 28. председник САД. (прем. 1924)[1]
- 1865 — Феликс Валотон, швајцарско-француски сликар. (прем. 1925)[2]
- 1899 — Мирослав Фелдман, хрватски књижевник и лекар, учесник Народноослободилачке борбе. (прем. 1976)[3]
- 1903 — Џон фон Нојман, мађарско-амерички математичар, физичар и научник. (прем. 1957)[4]
- 1908 — Јевгениј Вучетић, руски вајар. (прем. 1974)[5]
- 1922 — Стен Ли, амерички стрип сценариста, уредник, издавач, продуцент и глумац. (прем. 2018)[6]
- 1932 — Мануел Пуиг, аргентински књижевник, драматург и сценариста. (прем. 1990)[7]
- 1933 — Живорад Жика Лазић, српски сценариста, књижевник и новинар. (прем. 2009)[8]
- 1934 — Меги Смит, енглеска глумица. (прем. 2024)[9]
- 1944 — Кари Малис, амерички биохемичар, добитник Нобелове награде за хемију (1993). (прем. 2019)[10]
- 1953 — Ричард Клејдерман, француски пијаниста.[11]
- 1954 — Дензел Вошингтон, амерички глумац, редитељ и продуцент.[12]
- 1956 — Најџел Кенеди, енглески виолиниста и виолиста.[13]
- 1958 — Тери Бучер, енглески фудбалер и фудбалски тренер.[14]
- 1958 — Зоран Гајић, српски одбојкашки тренер.[15]
- 1961 — Бошко Ђуровски, македонски фудбалер и фудбалски тренер.[16]
- 1962 — Мишел Петрућијани, француски џез пијаниста. (прем. 1999)[17]
- 1966 — Калиопи, македонска музичарка.[18]
- 1970 — Елејн Хендрикс, америчка глумица, модел, продуценткиња, певачица и плесачица.[19]
- 1972 — Патрик Рафтер, аустралијски тенисер.[20]
- 1978 — Џон Леџенд, амерички музичар, музички продуцент и глумац.[21]
- 1978 — Холи Трозби, аустралијска музичарка и списатељица.[22]
- 1979 — Џејмс Блејк, амерички тенисер.[23]
- 1979 — Номи Рапас, шведска глумица.[24]
- 1981 — Халид Буларуз, холандски фудбалер.[25][26][27]
- 1981 — Сијена Милер, енглеско-америчка глумица.[28]
- 1981 — Милутин Милошевић, српски глумац.[29]
- 1986 — Том Хадлстон, енглески фудбалер.[30]
- 1990 — Ђорђе Гагић, српски кошаркаш.[31]

## Смрти
- 1650 — Бартол Кашић, хрватски писац и лингвиста. (рођ. 1575)[32][33]
- 1694 — Мери II од Енглеске, енглеска краљица. (рођ. 1662)[34]
- 1703 — Мустафа II, турски султан (рођ. 1664)[35]
- 1919 — Јоханес Ридберг, шведски физичар. (рођ. 1854)[36]
- 1925 — Сергеј Јесењин, руски песник. (рођ. 1895)[37]
- 1937 — Морис Равел, француски композитор. (рођ. 1875)[38]
- 1945 — Теодор Драјзер, амерички писац. (рођ. 1871)[39]
- 1947 — Виктор Емануел III, италијански краљ. (рођ. 1869)[40]
- 1959 — Анте Павелић, хрватски усташки политичар. (рођ. 1889)[41]
- 1984 — Сем Пекинпо, амерички филмски редитељ и сценариста. (рођ. 1925)[42]
- 1986 — Андреј Тарковски, руски редитељ (рођ. 1932)[43]
- 1997 — Чедомил Вељачић, филозоф и један од најзначајнијих представника југословенског будизма у другој половини 20. века. (рођ. 1915)[44]
- 2005 — Стево Жигон, српски глумац и режисер. (рођ. 1926)[45]
- 2010 — Атина Бојаџи, југословенска и македонска маратонка у пливању (рођ. 1944)
- 2012 — Божидар Петровић, српски архитекта и редовни професор Архитектонског факултета универзитета у Београду (рођ. 1922)
- 2015 — Леми Килмистер, фронтмен и басиста рок састава Моторхед. (рођ. 1945)[46]
- 2016 — Деби Рејнолдс, америчка глумица. (рођ. 1932)[47]

## Празници и дани сећања
- Свети свештеномученик Елевтерије; преподобни Павле
- Невина дечја мућеница, младенци, Камила
- Зул Хиџе (Zu-l Hidždže)
- Тевет